# Playa de guijarros

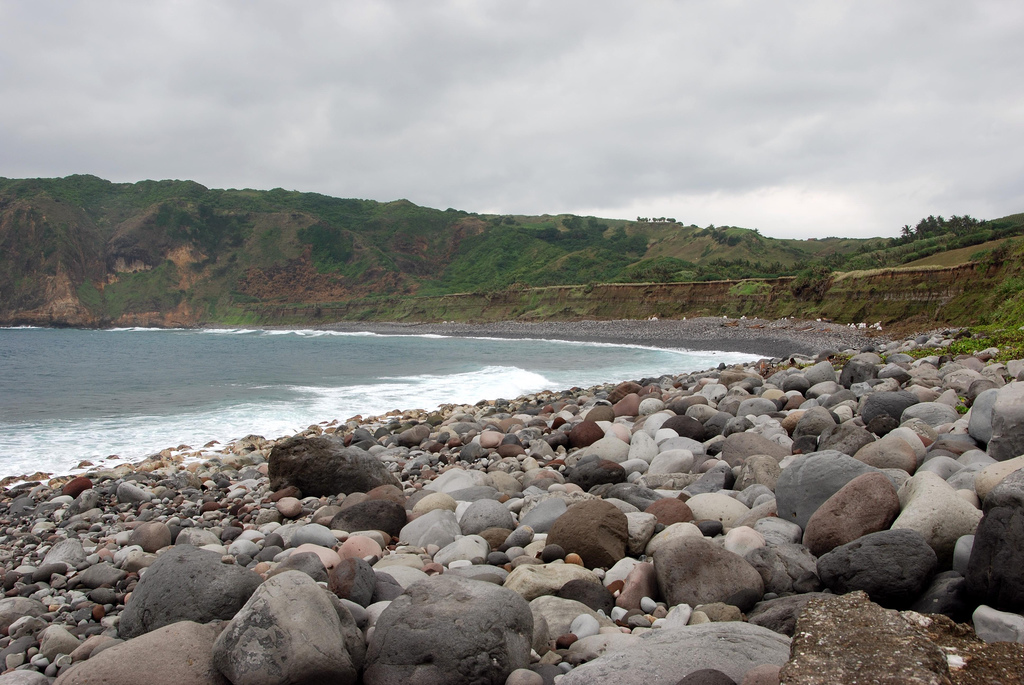
Una playa de guijarros en Batanes, Filipinas

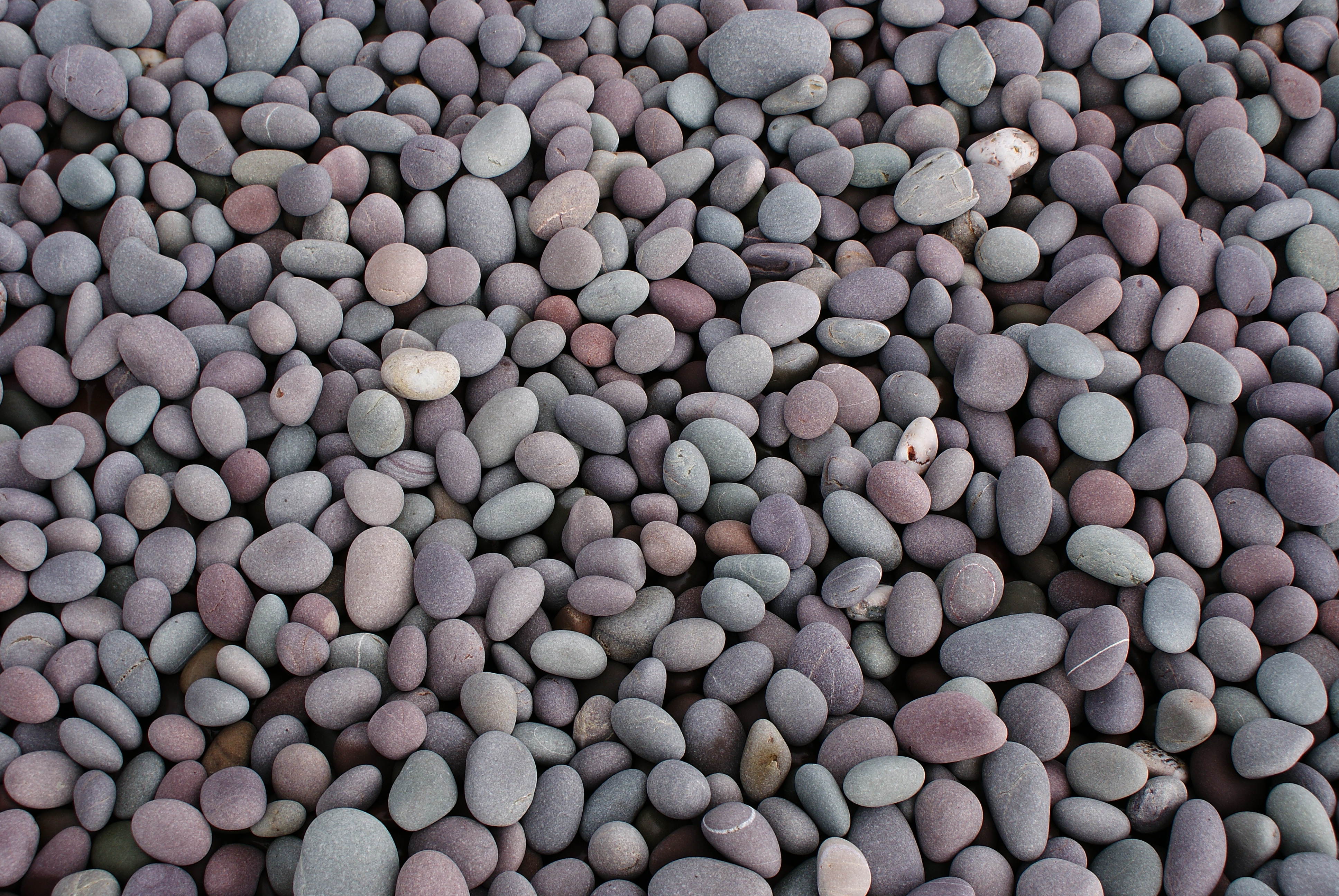
Los guijarros de una playa de guijarros en Somerset, Inglaterra

Una playa de guijarros es una playa conformada por guijarros o de pequeño a mediano tamaño, cantos rodados (en contraposición a las playas de arena fina). Normalmente, pueden estar compuestas de piedras de distintos tamaños que van desde los 2 a 200 mm de diámetro. 

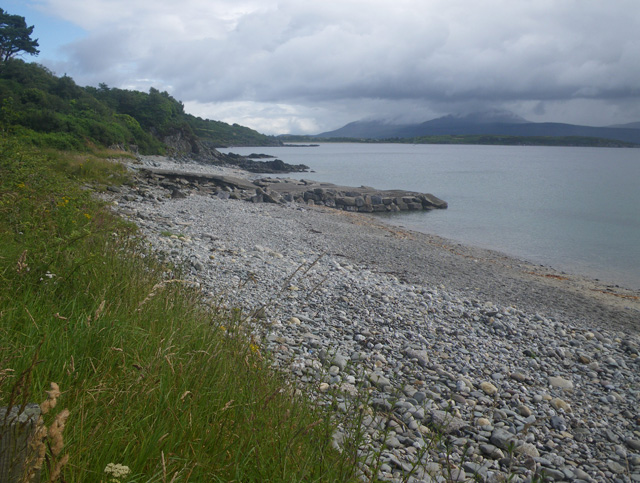
Playa de guijarros en Torrisdale de la Bahía, Argyll and Bute, Escocia

Mientras que este accidente geográfico se encuentra con mayor frecuencia en Europa, también existen playas de este tipo en Baréin, América del Norte y en un número de otras regiones del mundo, tales como la costa este de la Isla Sur de Nueva Zelanda, donde están asociados guijarros sueltos de ríos anastomosados. Aunque se crean en la línea de costa, el ajuste postglacial puede producir playas de guijarros a una altitud de 200 m sobre el nivel del mar, como en la Höga Kusten de Suecia.
Los ecosistemas formados por esta asociación única de roca y arena permiten la colonización de una variedad de especies raras y en peligro de extinción.

## Formación
Las playas de guijarros son normalmente abruptas, debido a que las olas fluyen fácilmente a través de la superficie gruesa y porosa de la playa, disminuyendo el efecto de la erosión producida por el oleaje y aumentando la formación de sedimentos en una fuerte pendiente de la playa.

## Turismo
Las playas de guijarros son a menudo criticadas como indeseables para los visitantes. Por ejemplo, el Ayuntamiento de la Ciudad de Canterbury indica que la cercana playa de guijarros en Whitstable es incómoda para caminar y tumbarse. No obstante, son muy populares entre los coleccionistas de rocas por los diferentes tipos de rocas que se pueden encontrar.

## Para más información
- Chapman, V. J. (2016) , la Vegetación Costera capítulo 9: Playas de Guijarros. Segunda edición, Elsevier. ISBN 9781483279589

- Datos: Q1059407
- Multimedia: Cobble beaches / Q1059407